# Glynis Roberts
Glynis Roberts (sinh ngày 5 tháng 8 năm 1961) là một chính trị gia đến từ quốc đảo gồm ba hòn đảo Grenada, Carriacou và Petite Martinique. Bà là Nhà lãnh đạo chính trị của Mặt trận Thống nhất Quốc gia và là nữ lãnh đạo đầu tiên của một đảng chính trị ở Grenada. Bà lần đầu tiên được bầu vào quốc hội năm 2003 và đại diện cho khu vực bầu cử St George South của Đại hội Dân chủ Quốc gia (NDC) tại Hạ viện Grenada. Hạ viện Grenada là Hạ viện của Quốc hội Grenada. Hạ viện có 15 thành viên, được bầu cho nhiệm kỳ năm năm tại các khu vực bầu cử một ghế.
Khu vực bầu cử ở St George South, có trụ sở ở phần cực nam của Grenada, bao gồm các cộng đồng Grenada. Bao gồm luôn cả Sân bay Quốc tế Maurice Bishop ở Point Salines, bãi biển Grand Anse nổi tiếng thế giới và Đại học St. George's. Hầu hết các khách sạn lớn của Grenada đều tập trung ở quận này.
Roberts được sinh ra tại giáo xứ St David.
Là một bộ trưởng của chính phủ, bà quản lý để duy trì sự nổi tiếng khiêm tốn và có mối quan hệ tốt với cả các nhà lãnh đạo lao động và chủ khách sạn của hòn đảo. Roberts là một nhà phê bình thẳng thắn về bạo lực gia đình và là người ủng hộ mạnh mẽ cho các gia đình và trẻ em. Bà cũng là chủ tịch của Ủy ban Nhân đạo giám sát việc ra tù gần đây của cựu phó thủ tướng Bernard Coard và sáu người đàn ông khác vì liên quan đến cái chết của cố thủ tướng Maurice Bishop năm 1983.